# Shuangcheng
Shuangcheng (双城 ; pinyin : Shuāngchéng) est une ville de la province du Heilongjiang en Chine. C'est une ville-district placée sous la juridiction de la ville sous-provinciale de Harbin.

## Démographie
La population du district était de 798 688 habitants en 1999.